# Brooke Scullion
Brooke Scullion (Bellaghy, 31 maart 1999) is een Noord-Ierse zangeres. Als artiest gebruikt ze alleen haar voornaam, Brooke. 

## Biografie

### 2020:The Voice UK
In 2020 deed Scullion mee aan het negende seizoen van The Voice UK. Haar coach was Meghan Trainor. Bij de Blind Auditions zong ze Bruises van Lewis Capaldi, waarna alle vier de stoelen omdraaiden. In de finale werd ze uiteindelijk derde.

### 2022:Eurovisiesongfestival
In januari 2022 werd Brooke aangekondigd als een van de zes deelnemers van Eurosong, de Ierse nationale preselectie voor het Eurovisiesongfestival. In de finale kwam ze als winnaar uit de bus, met 78% van de mogelijke punten. Ze ontving 12 punten van zowel de internationale jury als de televote. Van het vierkoppige Ierse jurypanel kreeg ze slechts vier punten. Met haar nummer That's Rich vertegenwoordigde ze Ierland op het Eurovisiesongfestival 2022, dat werd gehouden in de Italiaanse stad Turijn. Ze haalde de finale niet.

## Privé
Naast haar werkzaamheden als zangeres werkt Scullion als makelaar in Toome, County Antrim.

1965: Butch Moore · 
1966: Dickie Rock · 
1967: Sean Dunphy · 
1968: Pat McGeegan · 
1969: Muriel Day · 
1970: Dana · 
1971: Angela Farrell · 
1972: Sandie Jones · 
1973: Maxi · 
1974: Tina Reynolds · 
1975: The Swarbriggs · 
1976: Red Hurley · 
1977: The Swarbriggs Plus Two · 
1978: Colm Wilkinson · 
1979: Cathal Dunne · 
1980: Johnny Logan · 
1981: Sheeba · 
1982: The Duskeys · 
1984: Linda Martin · 
1985: Maria Christian · 
1986: Luv Bug · 
1987: Johnny Logan · 
1988: Jump the Gun · 
1989: Kiev Connolly & The Missing Passengers · 
1990: Liam Reilly · 
1991: Kim Jackson · 
1992: Linda Martin · 
1993: Niamh Kavanagh · 
1994: Paul Harrington & Charlie McGettigan · 
1995: Eddie Friel · 
1996: Eimear Quinn · 
1997: Marc Roberts · 
1998: Dawn Martin · 
1999: The Mullans · 
2000: Eamonn Toal · 
2001: Gary O'Shaughnessy · 
2003: Mickey Harte · 
2004: Chris Doran · 
2005: Donna & Joe · 
2006: Brian Kennedy · 
2007: Dervish · 
2008: Dustin the Turkey · 
2009: Sinéad Mulvey & Black Daisy · 
2010: Niamh Kavanagh · 
2011: Jedward · 
2012: Jedward · 
2013: Ryan Dolan · 
2014: Can-linn feat. Kasey Smith · 
2015: Molly Sterling · 
2016: Nicky Byrne · 
2017: Brendan Murray · 
2018: Ryan O'Shaughnessy · 
2019: Sarah McTernan · 
2021: Lesley Roy · 
2022: Brooke · 
2023: Wild Youth · 
2024: Bambie Thug · 
2025: Emmy